# جهاز تنفس لتنقية الهواء بالطاقة

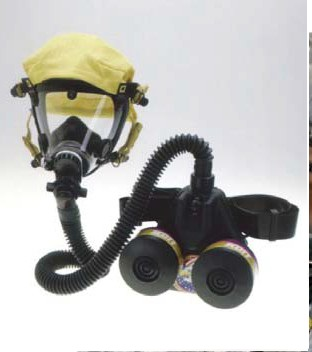
جهاز تنفس يعمل بالطاقة لتنقية الهواء مع منفاخ مصفي مع الحزام الذي يدفع الهواء إلى القناع المرن.

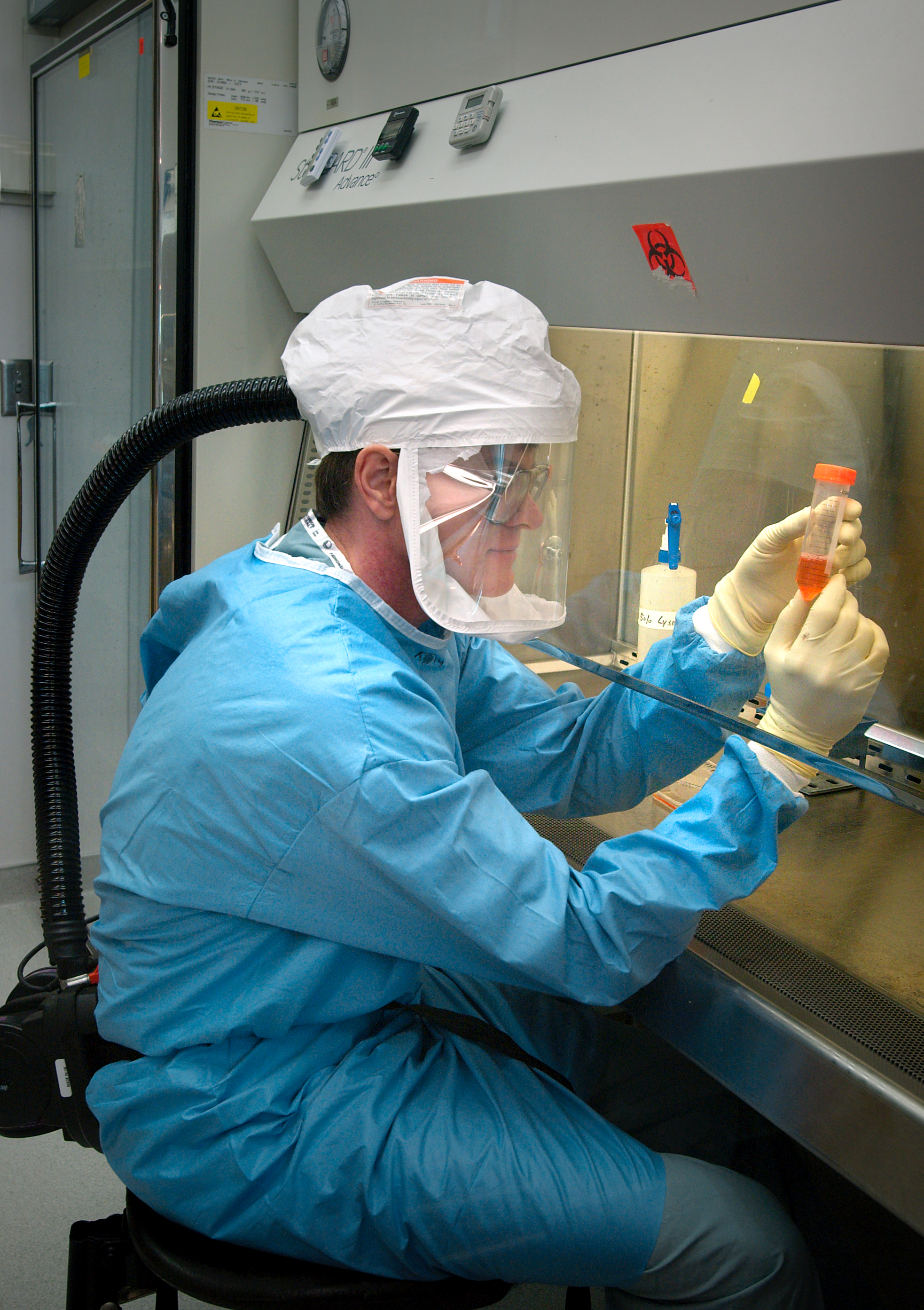
خزانة (PAPR) ، والعباء ، وخزانة السلامة الأحيائية المستخدمة في مختبر (BSL-3). جميع أجزاء (PAPR) مرئية: وحدة الخصر التي تمسك المروحة والفلتر والبطارية ؛ الخرطوم؛ والقناع في هذه الحالة مرن ووسيع.

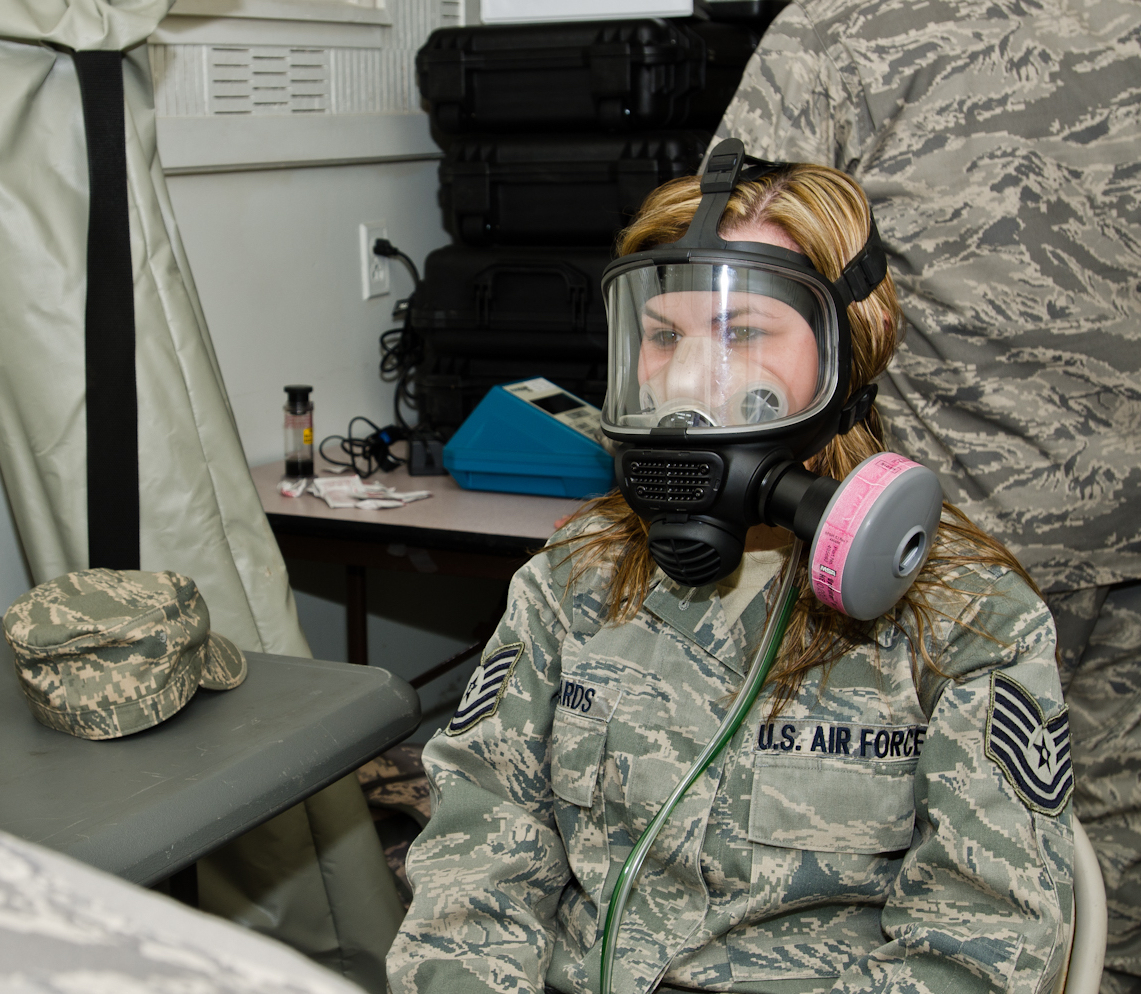
قناع PAPR صلب وضيق

للاطلاع على زي مختبر لكامل الجسم لنفس المواصفات يرجى الاطلاع على بدله الضغط الاجابي.
جهاز لتقنية تنفس الهواء بالطاقة يشار له باختصار (PAPR) هو نوع من انواع اجهزة التنفس يستعمل لحماية العمال ضد الهواء الملوث. (PAPR) يحتوي قناع الرأس على مروحة تساعد باخذ الهواء المحيط الملوث بنوع او اكثر من الملوثات او العوامل الممرضة، تزيل المرشحات الموجودة في القناع بشكل فعال نسبة عالية من هذه المخاطر، ثم يدخل الهواء النظيف الى وجه المستخدم عن طريق الفم و الانف. هذه الاقنعة لديها اعلى عامل للحماية مثل اقنعة N95. يطلق على (PAPR) احيانا اقنعة الضغط الايجابي او وحدات النفخ او النفخات فقط.  

## التفاصيل
تركيبة (PAPRs) تمنحهم الحرية على التعديل عليها لاكثر من نوع من انواع العمل.
(PAPR) تتكون من:
- تحتوي على قناع او غطاء
- تحتوي على مروحة تجلب الهواء الى القناع
- تحتوي على مصفي للهواء
- تحتوي على بطارية او مصدر للطاقة

القناع قد يكون صعب وضيق، او سهل ووسيع. تقدم حماية عالية جدا، لاكنها ليست مريحه. (PAPRs) الضيقة تتطلب على اختبار لتحديد مقاسات الرأس. بعكس القناع الوسيع لا يتحاج الى اختبار. هذا يجعل القناع الوسيع مفيد اذا لم تستطع فعل اختبار مناسب لجهاز التنفس الصناعي. مثال اذا تملك شعر كثيف في الوجه، القناع قد يمكن استعمالة اكثر من مره او التخلص منه بعد استخدامة لمره واحدة. بعض الاقنعة تسمح برؤية الوجه بالكامل، مما يساعد بالتواصل بين الاشخاص.
المروحة، المصفي، و مصدر الطاقة يمكن حملها بشكل اكثر حرية من قبل المستخدم، احيانا تكون في حزام على خصر المستخدم. على النقيض مع بعض الوحدات يتم سحب الهواء عن طريق انابيب طويلة مع تثبيت المراوح و المصفيات بشكل ابعد.
(PAPRs) تحتوي على مقاومة خفيفة للتنفس، على عكس اجهزة التنفس الصناعي التي تستخدم في تصفية الوجة مثل اقنعة N95. قد تتكون (PAPR) من معادلات تدفق الهواء تكون قابلة للتعديل لمزيد من الراحة. وقد يطلقون عليه بأسم اقنعة الضغط الايجابية. لاكنها ليست اجهزة ضغط ايجابي حقيقي لأن الافراط في التنفس يمكن ان يخرب على الضغط الذي توفرة المروحة.

## المصفيات
يمكن تجهيز (PAPR) بمصفيات ميكانيكية للاجواء الملوثه، مع صندوق كيميائي للأجواء التي بها غازات او ابخرة سامة ، او جميعهم. (PAPR) توفر عامل حماية مخصص من بين ٢٥ و ١٠٠٠ اعتمادا على النوع، مقارنة بعامل الحماية المخصص لقناع N95 الذي يملك ١٠. تحتوي (PAPR) الوسيعة على ٢٥، بينما تحتوي (PAPR) الاقنعة المطاطية تغلق على الوجه بعكس الموجودة في اقنعة التنفس الصناعي المرنه تحوي على ١٠٠٠. عند مقارنة انواع (PAPR) المختلفة، يجب الرجوع إلى الوثائق الداعمة من كل من الشركات المصنعة من اجل التاكد من كل منتج.
في الولايات المتحدة، المصفيات التي تسمى HE تعتبر عالية الكفاءة هي فئه المصفيات المستخدمة مع (PAPR). هذه الكفاءة بنسبة ٪٩٩.٩٧ ضد مجسمات ٠.٣ ميكرون ، مثل مرشح  P100 يتم اعادة استخدام مرشحات (PAPR HE) المستخدمة في الصناعة بشكل عام حتى تتسخ او تتلف او اذا قل تتدفع الهواء الى اقل من المستويات المحددة. في المستشفيات او المستوصفات التي تحتوي على فيروس حي ، يوصي مركز السيطرة على الامراض بتنفيذ دوره استبدال.
يجب ان يكون نوع المصفي المدمج في (PAPR) مناسبا للملوثات التي يجب ازالتها. تم تصميم بعض اجهزة لإزالة الجسميات الصغيرة مثل الغبار الناتج عن النجارة مثلا، او العمل مع المواد ذات الاساس المعدني. عند استخدامها مع مصفيات هواء عالية الكفاءة (HEPA)، ستتم ازالة الجسيمات المحمولة في الهواء التي تحتوي على مسببات الامراض مثل الفيروسات والبكتيريا. التي يقل حجمها عن ٥ ميكرون عادمه ما تكون (PAPRs) مطلوبة لعمال المختبر في مرافقه (BSL-3)، واحيانا مع (BSL-2) ايضا.
عند استخدامها مع المرشحات الصحيحة ، تكون (PAPRs) مناسبة للعمل مع المركبات العضوية المتطايرة مثل تلك المستخدمة في العديد من دهانات الرش ، يجب استبدال المصفيات المناسبة للمواد المتطايرة في كثير من الأحيان أكثر من مرشحات الجسيمات. بالإضافة إلى ذلك ، هناك بعض الالتباس حول المصطلحات. يشير بعض المستخدمين إلى وحدة ترشيح الجسيمات كقناع غبار أو مرشح ثم يستخدمون مصطلح جهاز التنفس الصناعي للإشارة إلى الوحدة التي يمكنها التعامل مع المذيبات العضوية.

## الاستعمالات

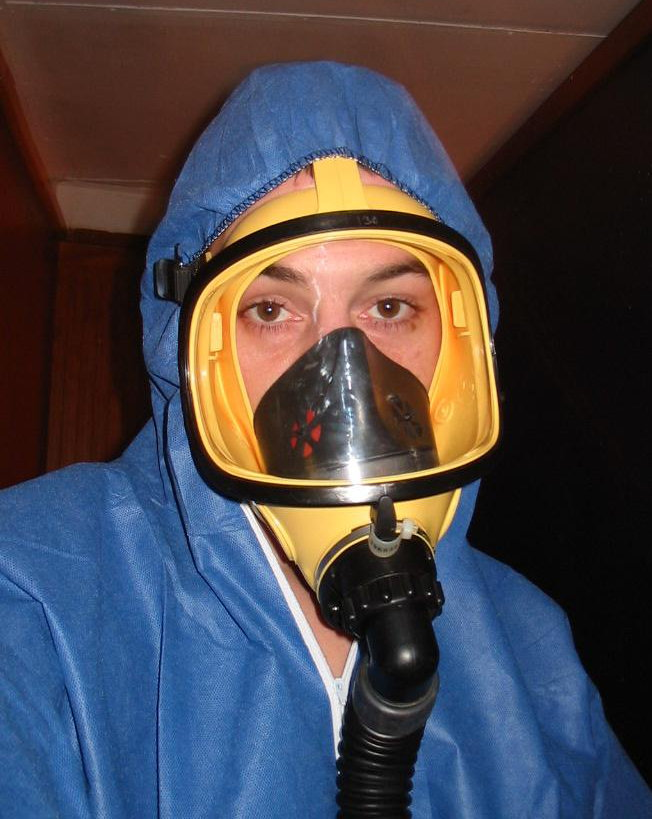
يحتوي هذا القناع الذي يغطي كامل الوجه على قناع فموي داخلي لتقليل المساحة الميتة ، ولأنه يستخدم ضد الأسبستوس ، فإن صمامات الزفير بيضاء. يتصل الخرطوم بمضخة مصفي PAPR.

وفقا لمنطق اختيار جهاز التنفس NIOSH ، يوصى باستخدام PAPR لتركيزات الجسيمات أو الغازات الخطرة التي تزيد عن حد التعرض المهني ذي الصلة ولكنها أقل من مستوى الخطورة المباشرة على الحياة أو الصحة (IDLH) وتركيز الاستخدام الأقصى للشركة المصنعة ، إلى جهاز التنفس الذي يحتوي على عامل حماية مخصص كاف. بالنسبة للمواد الخطرة على العين ، يوصى باستخدام جهاز تنفس مزود بقطعة تغطي الوجه كامل. PAPRs ليست فعالة أثناء مكافحة الحرائق ، في جو يعاني من نقص الأكسجين ، أو في جو غير معروف في هذه الحالات ، يوصى باستخدام جهاز تنفس مستقل أو جهاز تنفس هوائي مزود بدلاً من ذلك.
تتمتع PAPRs بميزة القضاء على مقاومة التنفس التي تسببها أجهزة التنفس ذات الضغط السلبي او الغير مزودة بالطاقة مثل أقنعة N95. وهذا يجعلها قابلة للاستخدام من قبل الأشخاص غير المؤهلين طبيًا لاستخدام أجهزة التنفس ذات الضغط السلبي. يمكن أيضًا اختيار PAPRs الوسيعة للأشخاص الذين لا يستطيعون اجتياز اختبار الملاءمة بسبب شعر الوجه أو لأسباب أخرى. إن PAPR لها عيوب من حيث صحة بيئة العمل ، كما أنها تقيد الرؤية المحيطية.

### في القطاع الصحي
نظرًا لأنها توفر عوامل حماية مخصصة أعلى ، فإن PAPRs مناسبة للاستخدام  ومن قبل المستقبلين الأوائل بالمستشفى. في إعدادات الرعاية الصحية ، يوصي مركز السيطرة على الأمراض بتنظيف جميع المكونات باستثناء المصفي بعد كل استخدام، يجب توخي الحذر لاختيار PAPRs التي لم تتضرر أو تتدهور بسبب عوامل التنظيف والتطهير.

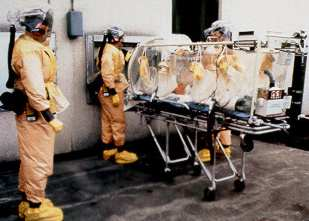
تتكون بدلات Racal من PAPR مع بدلة واقية منفصلة. يتم استخدامها في إعدادات الرعاية الصحية ، في هذه الحالة من قبل فريق العزلة الطبية الجوية بالجيش الأمريكي في فورت ديتريك بولاية ماريلاند

في مجال الرعاية الصحية ، يمكن استخدام منتج يعرف باسم بدلة Racal ، ويتألف من بدلة بلاستيكية و PAPR مزود بمصفيات HEPA. يتم استخدامها من قبل فريق العزل الطبي الجوي التابع للجيش الأمريكي لإجراء عمليات الإجلاء الطبي للمرضى المصابين بأمراض شديدة العدوى.

### لدفاع عن المواد الكيميائية والبيولوجية والإشعاعية والنووية

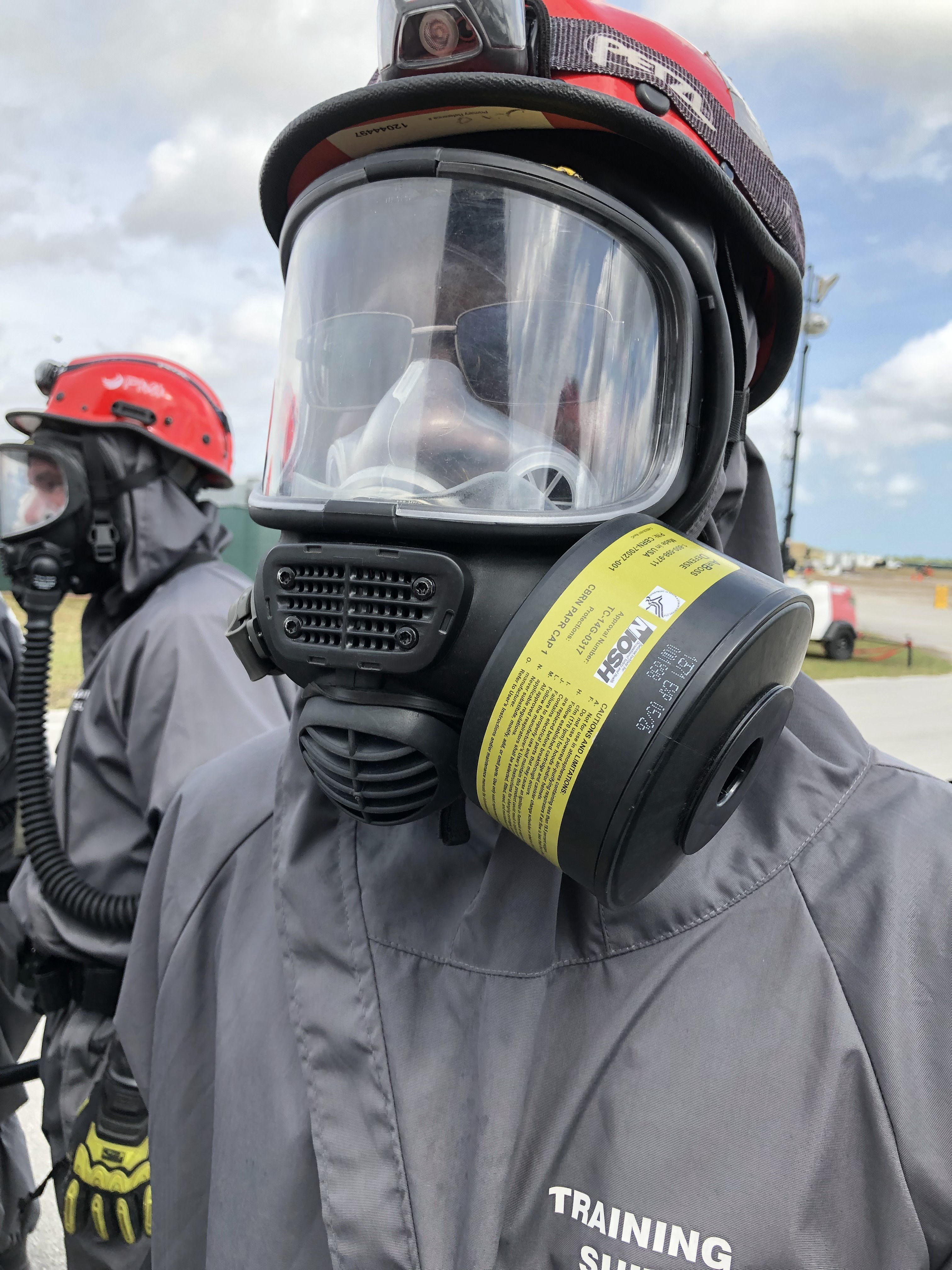
شهادة PAPR للملوثات الكيميائية والبيولوجية والإشعاعية والنووية (CBRN)

تحتوي بعض PAPRs على شهادات خاصة للملوثات الكيميائية والبيولوجية والإشعاعية والنووية (CBRN). في الولايات المتحدة ، يجب أن يكونو معتمدين لمقاومة تغلغل عوامل الحرب الكيميائية ، والتي قد تنطوي على أغطية واقية إضافية، أن الغاز أو البخار لن يمر عبر المصفي قبل فترة زمنية محددة، وقدرته على احتواء مجموعة كبيرة من أحجام وأشكال الوجه.
في ظل الظروف التي تشكل خطرًا مباشرًا على الحياة أو الصحة، يمكن استخدام أجهزة تنفس بأقنعة واقية من الغازات مزودة بعبوات محكمة التثبيت تلك الحاصلة على موافقة 14 G والموافقة على المواد الكيميائية والبيولوجية والإشعاعية والنووية، ولكن يمكن استخدام أغطية وعلب فضفاضة تلك التي تحتوي على 23C مع الموافقة على المواد الكيميائية والبيولوجية والإشعاعية والنووية قد لا يجوز استخدام أي منهما. يجب أيضًا عدم استخدام 23C CBRN PAPRs إذا حدث التعرض لاحد القطرات المضرة.

## انظر ايضا
- Respirator assigned protection factors
- Workplace respirator testing